# Top 20 Brasil
Top 20 Brasil (também chamado de MTV Top 20) é um programa musical de televisão brasileiro, exibido originalmente pela MTV Brasil desde sua estreia em 20 de outubro de 1990 até 16 de dezembro de 2006. Em março de 2013, o programa voltou a ser exibido, ficando no ar até agosto do mesmo ano, quando a MTV encerrou suas transmissões no Brasil. Em 27 de abril de 2019, o programa voltou a ser exibido, agora pela MTV, nova detentora da marca, que transmite a atração até os dias atuais.

## O programa
O programa era exibido todos os sábados e passava os 20 videoclipes mais pedidos durante a semana pelo Disk MTV, e entre os clipes que entraram no top, vários se destacaram, como November Rain da banda Guns N Roses, que chegou a ficar cerca de 90 semanas no programa, alcançando a liderança inúmeras vezes.
No final de 2006, a MTV anunciou que no ano seguinte investiria mais em programas dedicados ao público jovem e menos em videoclipes. Sendo assim, vários programas musicais foram cancelados, e entre eles estava o Top 20. Para encerrar o programa, o canal transmitiu um especial chamado Top 140 Clipes, com 140 clipes que marcaram a história do Disk MTV e do TOP 20.
Em 08 março de 2013, com a nova grade da MTV, o programa voltou a ser exibido pela emissora. O programa mudou o dia para as sextas-feiras, às 18:00, no lugar do Top 10 MTV que passou a ser exibido de segunda à quinta. A partir de julho, não foi mais apresentado ao vivo.
Em 27 de abril de 2019, o programa volta a ser exibido agora na nova MTV, dessa vez sem nenhum apresentador. Em 26 de outubro a MTV anuncia Leo Picon como novo apresentador do programa, onde ficou até o ano seguinte quando foi substituído por Gui Araújo, esse que ficou no comando do programa por pouco tempo. Atualmente o programa foi transformado em um quadro dentro do programa MTV Hits, sendo exibido as quartas-feiras.

## O primeiro Top 20
| Posição | Videoclipe                                                       | Artista(s)              |
| ------- | ---------------------------------------------------------------- | ----------------------- |
| 1       | "Vogue"                                                          | Madonna                 |
| 2       | "Groove Is in the Heart"                                         | Deee-Lite               |
| 3       | "Enjoy the Silence"                                              | Depeche Mode            |
| 4       | "Get Up"                                                         | Technotronic            |
| 5       | "Pólvora"                                                        | Os Paralamas do Sucesso |
| 6       | "Deus e o Diabo"                                                 | Titãs                   |
| 7       | "Ice Ice Baby"                                                   | Vanilla Ice             |
| 8       | "Era um Garoto que como Eu Amava os Beatles e os Rolling Stones" | Engenheiros do Hawaii   |
| 9       | "Corações Psicodélicos"                                          | Lobão                   |
| 10      | "Todos os Lados"                                                 | Capital Inicial         |
| 11      | "Garota de Ipanema (Remix)"                                      | Marina Lima             |
| 12      | "Being Boring"                                                   | Pet Shop Boys           |
| 13      | "Tom's Diner"                                                    | DNA feat. Suzanne Vega  |
| 14      | "Epic"                                                           | Faith no More           |
| 15      | "Violence Of Summer"                                             | Duran Duran             |
| 16      | "Suicide Blonde"                                                 | INXS                    |
| 17      | "O Poeta Está Vivo"                                              | Barão Vermelho          |
| 18      | "Think"                                                          | Information Society     |
| 19      | "Three Babies"                                                   | Sinéad O'Connor         |
| 20      | "U Can't Touch This"                                             | MC Hammer               |

## O "último" Top 20
| Posição | Videoclipe                       | Artista(s)                      |
| ------- | -------------------------------- | ------------------------------- |
| 1       | "Na Sua Estante"                 | Pitty                           |
| 2       | "Jump"                           | Madonna                         |
| 3       | "The Saints Are Coming"          | U2 & Green Day                  |
| 4       | "Hurt"                           | Christina Aguilera              |
| 5       | "Ring the Alarm"                 | Beyoncé                         |
| 6       | "Welcome to the Black Parade"    | My Chemical Romance             |
| 7       | "Tarde de Outubro (MTV ao Vivo)" | CPM 22                          |
| 8       | "SexyBack"                       | Justin Timberlake               |
| 9       | "Bom Brasileiro"                 | Cachorro Grande                 |
| 10      | "Buttons"                        | The Pussycat Dolls & Snoop Dogg |
| 11      | " Rudebox"                       | Robbie Williams                 |
| 12      | "The Masterplan"                 | Oasis                           |
| 13      | "Call Me When You're Sober"      | Evanescence                     |
| 14      | "SOS"                            | Rihanna                         |
| 15      | "The Teahouse Of The Spirits"    | The Panic Channel               |
| 16      | "É Tão Raro"                     | Darvin                          |
| 17      | " London Bridge"                 | Fergie                          |
| 18      | "Untitled"                       | Simple Plan                     |
| 19      | "Estranho Jeito de Amar"         | Sandy & Junior                  |
| 20      | "Alguém Que Te Faz Sorrir"       | Fresno                          |

## A volta do Top 20 (2019)
| Posição | Videoclipe                    | Artista(s)                                   |
| ------- | ----------------------------- | -------------------------------------------- |
| 1       | "Clichê"                      | Day & Vitão                                  |
| 2       | "Tell Me It's Over"           | Avril Lavigne                                |
| 3       | "Saudade"                     | Claudia Leitte part. Hungria Hip Hop         |
| 4       | "Pretend"                     | CNCO                                         |
| 5       | "Banana"                      | Anitta & Becky G                             |
| 6       | "Buzina"                      | Pabllo Vittar                                |
| 7       | "Waste It on Me"              | Steve Aoki & BTS                             |
| 8       | "Chlorine"                    | Twenty One Pilots                            |
| 9       | "7 Rings"                     | Ariana Grande                                |
| 10      | "Good Form"                   | Nicki Minaj & Lil Wayne                      |
| 11      | "Onda Diferente"              | Anitta, Ludmilla, Snoop Dogg part. Papatinho |
| 12      | "I Don’t Belong in this Club" | Why Don't We & Macklemore                    |
| 13      | "Bola Rebola"                 | Tropkillaz, J Balvin, Anitta part. Zaac      |
| 14      | "Who Do You Love"             | The Chainsmokers & 5 Seconds of Summer       |
| 15      | "Low Key"                     | Ally Brooke & Tyga                           |
| 16      | "R.I.P"                       | Sofía Reyes, Rita Ora & Anitta               |
| 17      | "More Than That"              | Lauren Jauregui                              |
| 18      | "Me Beija com Raiva"          | Jão                                          |
| 19      | "Please Me"                   | Cardi B & Bruno Mars                         |
| 20      | "365"                         | Zedd feat. Katy Perry                        |

## O Top 140
Depois do último Top 20 e último Disk MTV, a MTV fez um especial com os 140 vídeos que mais marcaram a parada.
Detalhe: O clipe "Qual é?" do Marcelo D2 não entrou no Top 20 Brasil e nem no Disk MTV, mas foi colocado no especial em 22º.
O clipe "As Long As You Love Me" da boyband Backstreet Boys entrou no especial por engano duas vezes, uma em 126º e a outra em 39º.
140º. Right Said Fred - I'm Too Sexy
139º. Marcelo D2 - Loadeando
138º. Linkin Park - Somewhere I Belong
137º. Raimundos - Mulher de Fases
136º. Britney Spears - Oops!... I Did It Again
135º. Jon Bon Jovi - Blaze of Glory
134º. Nirvana - Come As You Are
133º. CPM 22 - Um Minuto para o Fim do Mundo
132º. U2 - One
131º. Guns N' Roses - You Could Be Mine
130º. Pizzicato Five - Twiggy, Twiggy
129º. Foo Fighters - Learn to Fly
128º. Michael Jackson - Blood on the Dance Floor (canção)
127º. Red Hot Chili Peppers - Give It Away
126º. Backstreet Boys - As Long As you Love Me
125º. Simple Plan - Shut Up!
124º. Skank - É Uma Partida de Futebol
123º. Evanescence - Going Under
122º. Avril Lavigne - Complicated
121º. Charlie Brown Jr. - Rubão, O Dono do Mundo
120º. Ace of Base - The Sign
119º. Beyoncé Feat. Jay-Z - Crazy in Love
118º. Alice in Chains - Would?
117º. Pitty - Admirável Chip Novo
116º. Black Eyed Peas - Pump It
115º. Blink-182 - All the Small Things
114º. Britney Spears Feat. Pharrell do N.E.R.D. - Boys (Co-Ed. Remix)
113º. Green Day - Boulevard of Broken Dreams
112º. O Rappa - A Minha Alma (A Paz Que Eu Não Quero)
111º. Madonna - Erotica
110º. Ronaldo e Os Impedidos - E O Nome Dela?
109º. Aerosmith - Cryin'
108º. CPM 22 - Dias Atrás
107º. No Doubt - Don't Speak
106º. Guns N' Roses - Since I Don't Have You
105º. Capital Inicial - O Mundo
104º. The Calling - Wherever You Will Go
103º. Titãs - Epitáfio
102º. Christina Aguilera, Lil' Kim, Mýa & Pink - Lady Marmalade
101º. Linkin Park - Numb Live
100º. Apache Indian - Shack-A-clak
99º. Stone Temple Pilots - Plush
98º. Gorillaz - Clint Eastwood
97º. Silverchair - Tomorrow
96º. Faith No More - From out of Nowhere VERSÂO 2
95º. Charlie Brown Jr. - Só por uma Noite
94º. 'N Sync - Bye Bye Bye
93º. Metallica - Until It Sleeps
92º. Paralamas do Sucesso - Uma Brasileira
91º. Britney Spears - ...Baby One More Time
90º. Kelly Key - Baba
89º. Duran Duran - Ordinary World
88º. O Rappa e Sepultura - Ninguém Regula a América
87º. Skid Row - Wasted Time
86º. Evanescence - Call Me When You're Sober
85º. Engenheiros do Hawaii - Parabólica
84º. Pearl Jam - Jeremy
83º. Frejat - Segredos
82º. Britney Spears - Lucky
81º. Linkin Park - In the End
80º. Mariah Carey - Loverboy
79º. Limp Bizkit - Behind Blue Eyes
78º. Charlie Brown Jr. - Papo Reto
77º. Madonna - Beautiful Stranger
76º. Red Hot Chili Peppers - Californication
75º. System of a Down - B.Y.O.B.
74º. Christina Aguilera - Dirrty
73º. Avril Lavigne - I'm With You
72º. Guns N' Roses - Live and Let Die
71º. Pitty - Máscara
70º. Corona - The Rhythm Of The Night
69º. Michael Jackson - They Don't Care About Us (Vs. 2)
68º. Red Hot Chili Peppers - Aeroplane
67º. Maroon 5 - This Love
66º. Pitty - Memórias
65º. Eminem - Without Me
64º. Green Day - Basket Case
63º. Britney Spears feat. Madonna - Me Against the Music
62º. Hanson - MMMBop
61º. Metallica - Enter Sandman
60º. Mr. Big - To Be With You
59º. Kylie Minogue - Can't Get You Out of My Head
58º. Charlie Brown Jr. - Proibida pra Mim
57º. Blind Melon - No Rain
56º. Madonna - Don't Tell Me
55º. Linkin Park - Faint
54º. Jennifer Lopez - Love Don't Cost a Thing
53º. Outkast - Hey Ya!
52º. Mamonas Assassinas - Pelados em Santos
51º. Backstreet Boys - Larger Than Life
50º. Lou Bega - Mambo No. 5
49º. Pitty - Na Sua Estante
48º. KLB - Olhar 43
47º. Britney Spears - I Love Rock N Roll
46º. Carlinhos Brown - A Namorada
45º. Temple of the Dog - Hunger Strike
44º. Christina Aguilera - Genie in a Bottle
43º. Aerosmith - Crazy
42º. Jota Quest - Fácil
41º. CPM 22 - Regina Let's Go
40º. 20 Fingers - Short Short Man
39º. Backstreet Boys - As Long As You Love Me
38º. Guns N' Roses - Don't Cry
37º. Ricky Martin - Livin' la Vida Loca
36º. Justin Timberlake - SexyBack
35º. Evanescence - My Immortal
34º. Sandy & Júnior - Enrosca
33º. Simple Plan - Crazy
32º. Charlie Brown Jr. - Champanhe e Água Benta
31º. Red Hot Chili Peppers - Under the Bridge
30º. Tribalistas - Já Sei Namorar
29º. Marilyn Manson - Tainted Love
28º. Felipe Dylon - Musa Do Verão
27º. Raimundos - Palhas Do Coqueiro
26º. CPM 22 - Tarde de Outubro
25º. R.E.M. - Losing My Religion
24º. SNZ - Retrato Imaginário
23º. Avril Lavigne - Sk8er Boi
22º. Marcelo D2 - Qual É?
21º. Nirvana - Smells Like Teen Spirit
20º. Michael Jackson - You Rock My World
19º. My Chemical Romance - The Ghost of You
18º. Extreme - More Than Words
17º. Legião Urbana - Perfeição
16º. Spice Girls - Say You'll Be There
15º. Britney Spears - I'm A Slave 4 U
14º. Mariah Carey feat. Westlife - Against All Odds
13º. CPM 22 - Irreversível
12º. O Rappa - O Que Sobrou Do Céu
11º. Alanis Morissette - So Pure
10º. Nirvana - Heart-Shaped Box
9º. Madonna - Ray of Light
8º. Oasis - Wonderwall
7º. Charlie Brown Jr. - Lugar Ao Sol
6º. Beastie Boys - Sabotage
5º. Linkin Park - Breaking the Habit
4º. Racionais Mc's - Diário de um Detento
3º. Shakira - Whenever, Wherever
2º. The Offspring - Pretty Fly (for a White Guy)
1º. Guns N' Roses - November Rain

## Curiosidades
- O TOP 20 Brasil é o programa mais antigo da MTV, juntamente com o Disk MTV, exibido de 20 de Outubro de 1990 a 16 de Dezembro de 2006;
- Boatos dizem que a decisão da MTV de abandonar os videoclipes, talvez tenha sido com o crescimento das suas emissoras concorrentes (Multishow, Mix TV e PlayTV , substituída pela Rede 21 Arquivado em 12 de novembro de  2011, no Wayback Machine. em 7 de julho de 2008);
- O Disk MTV da MTV americana  é chamado "TRL" (Total Request Live);
- Vários artistas marcaram o TOP 20 Brasil, alguns deles são: Madonna, Alanis Morissette, Metallica, Foo Fighters, Green Day, Raimundos, Oasis, Bon Jovi, Skank, Paralamas do Sucesso, Roxette, U2, Red Hot Chili Peppers, Nirvana , Aerosmith, Michael Jackson, Backstreet Boys, Pitty, Guns N' Roses e outros.
- O TOP 20 Brasil da versão de 2005, sob comando da VJ Carla Lamarca foi o único top que era apresentado ao vivo (sábados às 16h30). Esta foi uma das versões consideradas de maior audiência na MTV
- No dia 24 de dezembro de 2005 o Top 20 Brasil foi apresentado pela VJ Penélope Nova
- O TOP 20 Brasil da versão de 2006, foi considerada a versão de pior sucesso no canal.
- O TOP 20 Brasil teve ao total 8 apresentadores, todas mulheres.

## Top 20 Anos MTV
- Para comemorar o aniversário de 20 anos da MTV Brasil, a emissora resolveu ressuscitar o extinto Top 20 só que desta vez não era para mostrar os 20 mais votados da semana no Disk MTV e sim pra mostra os 20 clipes que mais fizeram história no Disk, Top 10 e Top 20 Brasil, como de tradição a audiência da MTV que escolheu os clipes pelo site votorama da MTV Brasil.
- O programa mais que especial foi ao ar na quarta-feira dia 20 de outubro de 2010, às 16:00, dia em que a MTV comemora 20 anos em terras tupiniquins,o programa foi apresentado pelas Vj's que mais comandaram a parada Cuca Lazarotto, Sabrina Parlatore, Sarah Oliveira, a atual vj do Top 10 MTV Vanessa Hadi.
- Os clipes mais votados foram:

20º "All The Things She Said" - T.A.T.U  (2002)
19º "Creep" – Radiohead (1993)
18º "Call Me When You're Sober" – Evanescence (2006)
17º "Helena" – My Chemical Romance (2005)
16º "A Lenda" – Sandy & Júnior (2001)
15º  "The Beautiful People" - Marilyn Manson (1996)
14º "Umbrella" – Rihanna (2007)
13º "Wonderwall" – Oasis (1995)
12º "Say You'll Be There" – Spice Girls (1997)
11º "One" - U2 (1992)
10º "Mulher de Fases" - Raimundos (1999)
09º "The Only Exception" – Paramore (2010)
08º "Ray Of Light" – Madonna (1998)
07º "All The Small Things" – Blink 182 (2000)
06º "I Kissed a Girl" - Katy Perry (2008)
05º "Always" – Bon Jovi (1994)
04º "Mascara" - Pitty (2003)
03º "Single Ladies" - Beyoncé (2009)
02º "Black Or White" - Michael Jackson (1990/1991)
01 "Toxic" - Britney Spears (2004)

## Apresentadores
| Apresentador(a)                  | Temporadas | Temporadas | Temporadas | Temporadas | Temporadas | Temporadas | Temporadas | Temporadas | Temporadas | Temporadas | Temporadas | Temporadas | Temporadas | Temporadas | Temporadas | Temporadas | Temporadas | Temporadas | Temporadas | Temporadas |
| Apresentador(a)                  | 1990       | 1991       | 1992       | 1993       | 1994       | 1995       | 1996       | 1997       | 1998       | 1999       | 2000       | 2001       | 2002       | 2003       | 2004       | 2005       | 2006       | 2013       | 2019       | 2020       |
| -------------------------------- | ---------- | ---------- | ---------- | ---------- | ---------- | ---------- | ---------- | ---------- | ---------- | ---------- | ---------- | ---------- | ---------- | ---------- | ---------- | ---------- | ---------- | ---------- | ---------- | ---------- |
| Astrid Fontenelle                |            |            |            |            |            |            |            |            |            |            |            |            |            |            |            |            |            |            |            |            |
| Cuca Lazarotto                   |            |            |            |            |            |            |            |            |            |            |            |            |            |            |            |            |            |            |            |            |
| Sabrina Parlatore                |            |            |            |            |            |            |            |            |            |            |            |            |            |            |            |            |            |            |            |            |
| Chris Nicklas                    |            |            |            |            |            |            |            |            |            |            |            |            |            |            |            |            |            |            |            |            |
| Sarah Oliveira                   |            |            |            |            |            |            |            |            |            |            |            |            |            |            |            |            |            |            |            |            |
| Carla Lamarca                    |            |            |            |            |            |            |            |            |            |            |            |            |            |            |            |            |            |            |            |            |
| Keyla & Kênya Boaventura (K-Sis) |            |            |            |            |            |            |            |            |            |            |            |            |            |            |            |            |            |            |            |            |
| Luísa Micheletti                 |            |            |            |            |            |            |            |            |            |            |            |            |            |            |            |            |            |            |            |            |
| Didi Effe                        |            |            |            |            |            |            |            |            |            |            |            |            |            |            |            |            |            |            |            |            |
| Leo Picon                        |            |            |            |            |            |            |            |            |            |            |            |            |            |            |            |            |            |            |            |            |
| Gui Araújo                       |            |            |            |            |            |            |            |            |            |            |            |            |            |            |            |            |            |            |            |            |

- 1990-1994 - Astrid Fontenelle
- 1994-1996 - Cuca Lazarotto
- 1996-2000 - Sabrina Parlatore[7]
- 2000 - Chris Nicklas
- 2000-2005 - Sarah Oliveira[8]
- 2005-2006 - Carla Lamarca[9]
- 2006 (março a novembro) - Keyla & Kênya Boaventura (K-Sis)
- 2006 (novembro e dezembro) - Luísa Micheletti
- 2013 (março a agosto) - Didi Effe
- 2019 - Leo Picon[10]
- 2020 - Gui Araújo

## Videoclipes Mais Lembrados do Top 20
1990-1991
- Madonna - Vogue
- Michael Jackson - Black or White
- Metallica - Enter Sandman
- Faith No More - Epic
- R.E.M. - Losing My Religion
- Nirvana - Smells Like Teen Spirit
- Jon Bon Jovi - Blaze of Glory
- Deee-Lite - Groove is in the Heart
- Titãs - Saia de Mim
- Pet Shop Boys - Being Boring
- Depeche Mode - Enjoy the Silence
- INXS - Suicide Blonde
- Guns N' Roses - You Could Be Mine
- Extreme - More Than Words
- Sepultura - Orgasmatron
- Marina Lima - Garota de Ipanema (Remix)
- Skid Row - Monkey Business

1992
- Guns N' Roses - November Rain
- Alice in Chains - Man in the Box
- Nirvana - Come as You Are
- U2 - One
- Pearl Jam - Jeremy
- Red Hot Chili Peppers - Under the Bridge
- Ugly Kid Joe - Everything About You
- Faith No More - Midlife Crisis
- Daniela Mercury - O Canto da Cidade
- L7 - Pretend We're Dead
- Right Said Fred - Don't Talk Just Kiss
- The Cure - Friday I'm In Love
- Bon Jovi - Keep The Faith
- Snap! - Rhythm Is A Dancer
- Skid Row - Quicksand Jesus
- Nenhum de Nós - Ao Meu Redor
- Temple of the Dog - Hunger Strike
- George Michael - Too Funky
- Yo Ho Delic - Brasil Banana Samba
- Barão Vermelho - Pedra Flor e Espinho
- R.E.M. - Drive
- Eric Clapton - Tears in Heaven
- Nirvana - Lithium
- Roxette - How Do You Do
- Alice in Chains - Would?
- U2 - Even Better Than The Real Thing
- Madonna - Erotica

1993
- Duran Duran - Ordinary World
- Michael Jackson - Give In To Me
- Engenheiros do Hawaii - Parabólica
- Snow - Informer
- Alice In Chains - Angry Chair
- Bon Jovi - Bed Of Roses
- Stone Temple Pilots - Plush
- Guns N' Roses - The Garden Of Eden
- Madonna - Rain
- INXS - Beautiful Girl
- Spin Doctors - Two Princess
- Fernanda Abreu - Rio 40 Graus
- Nenhum de Nós - Jornais
- Titãs - Será Que é Isso Que Eu Necessito?
- Depeche Mode - Walking In My Shoes
- Blind Melon - No Rain
- Gabriel O Pensador - Retrato de Um Playboy
- Type O Negative - Black Nº 1
- Jamiroquai - When You Gonna Learn
- 4 Non Blondes - What's Up?
- Roxette - Almost Unreal
- New Order - World
- Soul Asylum - Runaway Train
- Barão Vermelho - Fúria e Folia
- Sepultura - Territory
- Caetano Veloso e Gilberto Gil - Haiti
- Nirvana - Heart Shaped Box
- U2 - Numb
- Aerosmith - Cryin'
- Radiohead - Creep
- Skank - O Homem Que Sabia Demais

1994
- Legião Urbana - Perfeição
- Aerosmith - Crazy
- Guns N' Roses - Since I Don't Have You
- The Cranberries - Linger
- 10.000 Maniacs - Because The Night
- Pet Shop Boys - Go West
- Type O Negative - Christian Woman
- Candlebox - You
- Mr. Big - Wild World
- Counting Crows - Mr. Jones
- Crash Test Dummies - Mmm Mmm Mmm
- Beastie Boys - Sabotage
- Ace Of Base - The Sign
- U2 - Stay
- Sepultura - Refuse/Resist
- Smashing Pumpkins - Disarm
- Soundgarden - Black Hole Sun
- Roxette - Sleeping In My Car
- Madonna - I'll Remember
- Bon Jovi - Dry County
- Chico Science & Nação Zumbi - A Cidade
- Skank - In(Dig)nação
- Green Day - Basket Case
- The Offspring - Self Esteem
- The Rolling Stones - Love Is Strong
- Raimundos - Nêga Jurema

1995
- Nirvana - The Man Who Sold The World
- R.E.M.- Bang And Blame
- Skank - Te Ver
- Van Halen - I Can't Stop Loving You
- Bon Jovi - Someday I'll Be A Saturday Night
- Hole - Violet
- The Offspring - Gotta Get Away
- Scatman John - Scatman
- Shampoo - Trouble
- Suede - The Wild Ones
- Marisa Monte - Segue O Seco
- Paralamas do Sucesso - Uma Brasileira
- Cidade Negra - A Sombra da Maldade
- Madonna - Human Nature
- Ramones - I Don't Wanna Grow Up
- Raimundos - Palhas do Coqueiro
- Pato Fu - Sobre o Tempo
- Urge Overkill - Girl, You'll Be a Woman Soon
- Faith No More - Digging The Grave
- Red Hot Chili Peppers - Warped
- Michael Jackson & Janet Jackson - Scream
- Green Day - When I Come Around
- Mamonas Assassinas - Vira Vira
- Seal - Kiss From a Rose
- Roxette - You Don't Understand Me
- Foo Fighters - I'll Stick Around
- Supergrass - Alright
- Silverchair - Tomorrow
- Smashing Pumpkins - Bullet With Butterfly Wings

1996
- Oasis - Wonderwall
- Smashing Pumpkins - Tonight, Tonight
- Silverchair - Pure Massacre
- Titãs - Eu Não Aguento
- Foo Fighters - Big Me
- Ace Of Base - Beautiful Life
- Shelter - Here We Go
- Rancid - Time Bomb
- Presidents Of The USA - Peaches
- George Michael - Fastlove
- Chico Science & Nação Zumbi - Maracatu Atômico
- Michael Jackson - They Don't Care About Us
- Sepultura - Roots Bloody Roots
- The Rolling Stones - Wild Horses
- Renato Russo - Strani Amori
- Roxette - June Afternoon
- Bon Jovi - Hey God
- Stone Temple Pilots - Big Bang Baby
- Beatles - Free As a Bird
- Red Hot Chili Peppers - Aeroplane
- Garbage - Only Happy When It Rains
- Alanis Morissette - You Learn
- Raimundos - I Saw You Saying
- Skank - Garota Nacional
- Paralamas do Sucesso - Loirinha Bombril
- Green Day - Walking Contradiction
- Kid Abelha - Na Rua, Na Chuva, Na Fazenda
- Barão Vermelho - Vem Quente Que Eu Estou Fervendo
- Metallica - Until It Sleeps
- Pet Shop Boys - Se A Vida É
- Bush - Machinehead

1997
- Blur - Song 2
- Oasis - D'You Know What I Mean
- Spice Girls - Say You'll Be There
- Smashing Pumpkins - Thirty Tree
- No Doubt - Don't Speak
- Madonna - Don't Cry For Me Argentina
- Raimundos - Puteiro em João Pessoa (Versão 2)
- Cardigans - Lovefool
- Silverchair - Freak
- Metallica - Mama Said
- Planet Hemp - Queimando Tudo
- Barão Vermelho - Amor Meu Grande Amor
- The Offspring - All I Want
- Deborah Blando - Unicamente
- Titãs - Pra Dizer Adeus
- Bush - Greedy Fly
- Claudinho e Buchecha - Conquista
- Fernanda Abreu - Kátia Flávia, A Godiva do Irajá
- Skank - É Uma Partida de Futebol
- U2 - Staring At The Sun
- Aerosmith - Hole In My Soul
- Paralamas do Sucesso - Busca Vida
- Michael Jackson - Blood On The Dance Floor
- Hanson - Where's The Love
- Foo Fighters - Everlong
- The Prodigy - Breathe
- Shakira - Pies Descalzos
- The Rolling Stones - Anybody Seen My Baby

1998
- Racionais MC's - Diário de Um Detento
- Green Day - Good Riddance (Time Of Your Life)
- Savage Garden - Truly Madly Deeply
- Celine Dion - My Heart Will Go On
- Aerosmith - I Don't Want to Miss a Thing
- The Verve - Bitter Sweet Symphony
- Charlie Brown Jr - Proibida Pra Mim
- Claudinho & Buchecha - Quero Te Encontrar
- Cidade Negra - Realidade Virtual
- Oasis - All Around The World
- Foo Fighters - My Hero
- Soulfly - Bleed
- Spice Girls - Viva Forever
- All Saints - Never Ever
- Hanson - Weird
- Natalie Imbruglia - Torn
- Pato Fu - Antes Que Seja Tarde
- Backstreet Boys - As Long As You Love Me
- Titãs - É Preciso Saber Viver
- Madonna - Frozen
- Fastball - The Way
- Biquini Cavadão - Janaína
- Barão Vermelho - Puro Êxtase
- Paralamas do Sucesso - Ela Disse Adeus
- Skank - Resposta
- Raimundos - Nariz De Doze
- Jon Bon Jovi - Queen Of New Orleans

1999
- Backstreet Boys - I Want It That Way
- Raimundos - Mulher de Fases
- Silverchair - Ana's Song (Open Fire)
- Britney Spears - Sometimes
- Ricky Martin - Livin' La Vida Loca
- Christina Aguilera - Genie In a Bottle
- Red Hot Chili Peppers - Scar Tissue
- Foo Fighters - Learn to Fly
- Skank - Mandrake e Os Cubanos (Remix)
- Shakira - No Creo
- Claudinho & Buchecha - Só Love
- Sugar Ray - Every Morning
- Jota Quest - Sempre Assim
- Metallica - Whiskey In The Jar
- Madonna - Beatiful Stranger
- Charlie Brown Jr - Zoio d' Lula
- Cidade Negra - A Estrada
- Green Day - Nice Guys Finish Last
- N'Sync - Tearin Up My Heart
- Geri Halliwell - Look At Me
- Sandy & Junior - No Fundo do Coração
- Paralamas do Sucesso - Que País É Esse?
- Caetano Veloso - Sozinho
- Engenheiros do Hawaii - Eu Que Não Amo Você
- Five - Everybody Get Up
- Cássia Eller - O Segundo Sol
- Smash Mouth - All Star
- The Offspring - The Kids Aren't Alright
- Mariah Carey & Jay-Z - Heartbreaker
- Alanis Morissette - Uninvited
- O Rappa - A Minha Alma (A Paz Que Eu Não Quero)
- Los Hermanos - Anna Júlia
- Jennifer Lopez - If You Had My Love
- Five - If Ya Gettin' Down
- Aerosmith - Full Circle

2000
- Silverchair - Miss You Love
- Sandy & Junior - Imortal
- Raimundos - Me Lambe
- Britney Spears - Oops!... I Did It Again
- Shakira - Ojos Así
- N Sync - Bye Bye Bye
- Five - Keep On Movin'
- Backstreet Boys - Show Me The Meaning Of Being Lonely
- Red Hot Chili Peppers - Californication
- U2 - Beautiful Day
- Bon Jovi - It's My Life
- Britney Spears - From The Bottom Of My Broken Heart
- Penélope - Holiday
- Hanson - If Only
- Los Hermanos - Primavera
- Charlie Brown Jr - Não Deixe o Mar Te Engolir
- Melanie C - Never Be The Same Again
- Os Travessos - Meu Querubim
- Five & Queen - We Will Rock You
- Savage Garden - I Knew I Loved You
- Christina Aguilera - What A Girl Wants
- Madonna - American Pie
- Metallica - I Disappear
- Foo Fighters - Breakout
- Mariah Carey & Westlife - Against All Odds
- Spice Girls - Holler
- Capital Inicial - Tudo Que Vai
- Twister - Perdi Você
- Westlife - If I Let You Go
- Britney Spears - Lucky
- Westlife - Fool Again
- Westlife - Swear It Again
- Five - Don't Wanna Let You Go
- Sandy & Junior - As Quatro Estações
- Marisa Monte - Amor I Love You

2001
- N Sync - Pop
- Red Hot Chili Peppers - Road Trippin'
- Madonna - Don't Tell Me
- Shakira - Whenever, Wherever
- Christina Aguilera, Lil' Kim, P!nk & Mýa - Lady Marmalade
- Britney Spears - Dont Let Me Be the Last to Know
- Linkin Park - In the End
- Aerosmith - Jaded
- Charlie Brown Jr - Não É Sério
- Sandy & Junior - A Lenda
- Wanessa Camargo - O Amor Não Deixa
- Jay Vaquer - A Ponta de Um Iceberg
- Hanson - Save Me
- Backstreet Boys - The Call
- Cássia Eller - Malandragem (Acústico MTV)
- Daft Punk - One More Time
- Eminem & Dido - Stan
- Westlife - My Love
- Destiny's Child - Survivor
- Limp Bizkit - My Way
- Gabriel O Pensador - Até Quando?
- Gorillaz - Clint Eastwood
- Brtiney Spears - I'm a Slave 4 U
- U2 - Elevation (Remix)
- O Rappa & Sepultura - Ninguém Regula a América
- The Strokes - Last Nite
- CPM 22 - Regina Let's Go
- Blink 182 - First Date
- Westlife - I Lay My Love On You
- Wanessa Camargo - Apaixonada Por Você

2002
- The Calling - Wherever You Will Go
- Avril Lavigne - Complicated
- Alanis Morissette - Hands Clean
- Eminem - Without Me
- Justin Timberlake - Like I Love You
- Capital Inicial - A Sua Maneira
- Red Hot Chili Peppers - By the Way
- Linkin Park - Pts Of Athrty
- CPM 22 - O Mundo dá Voltas
- Titãs - Epitáfio
- Frejat - Segredos
- Christina Aguilera & Redman - Dirrty
- Michael Jackson - Cry
- Rodox - Olhos Abertos
- N' Sync - Girlfriend
- Sandy & Junior - Love Never Fails
- Shakira - Underneath Your Clothes
- Kelly Key - Baba
- Creed - One Last Breath
- Nickelback - Too Bad
- Blink 182 - Stay Together For The Kids
- Silverchair - The Greatest View
- Marilyn Manson - Tainted Love
- Kelly Osbourne - Papa Don't Preach
- Aerosmith - Girls Of Summer
- Pink - Don't Let Me Get Me
- Britney Spears & Pharrell Williams - Boys (Co-Ed. Remix)
- Bon Jovi - Everyday
- Oasis - Stop Crying Your Heart Out
- Nirvana - You Know You're Right
- Westlife - Bop Bop Baby
- Wanessa Camargo - Gostar De Mim (Never Goin' That Way Again)
- Sandy & Júnior - O Amor Faz
- Thalia - Tu y Yo

2003
- Red Hot Chili Peppers - Can't Stop
- Linkin Park - Somewhere I Belong
- Audioslave - Like a Stone
- Pitty - Máscara
- Nelly & Kelly Rowland - Dilemma
- Eminem - Lose Yourself
- Avril Lavigne - I'm With You
- Tribalistas - Velha Infância
- Metallica - St. Anger
- The Calling - For You
- CPM 22 - Dias Atrás
- Marilyn Manson - Mobscene
- Justin Timberlake - Rock Your Body
- Charlie Brown Jr. - Só Por Uma Noite
- Jennifer Lopez & LL Cool J - All I Have
- Mariah Carey - Boy (I Need You)
- Rouge - Brilha La Luna
- Foo Fighters - Times Like These
- T.A.T.U. - All The Things She Said
- Madonna - American Life
- Los Hermanos - Cara Estranho
- Beyoncé & Jay Z - Crazy In Love
- Evanescence - Bring Me To Life
- Jota Quest - Só Hoje
- Skank - Dois Rios
- Christina Aguilera - Fighter
- Santana & Alex Band - Why Don't You & I
- Britney Spears & Madonna - Me Against The Music
- Wanessa Camargo - Sem Querer
- Sandy & Júnior - Encanto
- Br'oz - Prometida
- Kelly Key - Adoleta
- Linkin Park - Faint

2004
- Evanescence - My Immortal
- Britney Spears - Toxic
- Pitty - Equalize
- Outkast - Hey Ya!
- Skank - Vou Deixar
- Incubus - Megalomaniac
- Sandy & Junior - Desperdiçou
- Black Eyed Peas - Shut Up
- Limp Bizkit - Behind Blue Eyes
- O Rappa - Rodo Cotidiano
- Frejat - Túnel do Tempo
- No Doubt - It's My Life
- The Offspring - Hit That
- Blink 182 - I Miss You
- Good Charlotte - Hold On
- Marcelo D2 - Loadeando
- Jay Vaquer - Pode Agradecer
- Beyoncé - Naughty Girl
- Avril Lavigne - My Happy Ending
- Linkin Park - Breaking The Habit
- Maroon 5 - This Love
- Green Day - American Idiot
- Nightwish - Nemo
- The Calling - Our Lives
- Seether & Amy Lee - Broken
- The Rasmus - In The Shadows
- Felipe Dylon - Musa do Verão
- Dogão - Dogão é Mau
- Eminem - Just Lose It
- Rouge - Blá, Blá, Blá
- Wanessa Camargo - Metade de Mim
- Felipe Dylon - Mais Perto De Mim (Closer To Me)
- Br'oz - Se Você Não Está Aqui
- Emma Bunton - Maybe
- Linkin Park - From the Inside

2005
- Pitty - Anacrônico
- Green Day - Boulevard Of Broken Dreams
- Hanson - Penny & Me
- Jennifer Lopez - Get Right
- Charlie Brown Jr - Champagne e Água Benta
- Gwen Stefani - Hollaback Girl
- CPM 22 - Um Minuto Para o Fim Do Mundo
- Good Charlotte - I Just Wanna Live
- Destiny's Child - Soldier
- Eminem - Like Toy Soldiers
- Maroon 5 - Sunday Morning
- Gorillaz - Feel Good Inc
- Ludov - Kriptonita
- Oasis - Lyla
- System Of a Down - B.Y.O.B
- Backstreet Boys - Incomplete
- Black Eyed Peas - Don't Lie
- Audioslave - Be Yourself
- Foo Fighters - Best Of You
- Avril Lavigne - He Wasn't
- Linkin Park & Jay Z - Izzo/In The End
- Mariah Carey - We Belong Together
- Simple Plan - Welcome To My Life
- Slipknot - Before I Forget
- T.A.T.U.- All About Us
- Jay Vaquer - Cotidiano de Um Casal Feliz
- Massacration - Metal Is The Law
- My Chemical Romance - Helena
- Sandy & Junior - Nada Vai Me Sufocar
- CPM 22 - Irreversível

2006
- Blink 182 - Not Now
- Green Day - Jesus Of Suburbia
- Britney Spears - Someday (I Will Understand)
- U2 & Green Day - The Saints Are Coming
- System Of A Down - Lonely Day
- Kelly Clarkson - Because Of You
- Madonna - Sorry
- Mariah Carey - Shake It Off
- Nickelback - Far Away
- Fall Out Boy - Dance, Dance
- My Chemical Romance - The Ghost Of You
- Pearl Jam - World Wide Suicide
- Charlie Brown Jr. - Ela Vai Voltar
- Jota Quest - O Sol
- Red Hot Chili Peppers - Dani California
- Black Eyed Peas - Pump It
- Shakira feat. Wyclef Jean - Hips Don't Lie
- Fort Minor - Where'd You Go?
- Beyoncé feat. Slim Thug - Check On It
- NX Zero - Apenas Um Olhar
- Pitty - Déja Vu
- Fresno - Quebre As Correntes
- Sandy & Junior - Estranho Jeito de Amar
- Christina Aguilera - Ain't No Other Man
- Hateen - Quem Já Perdeu Um Sonho Aqui?
- Fergie - London Bridge
- Evanescence - Call Me When You're Sober
- Justin Timberlake - Sexyback
- Rihanna - S.O.S
- Canto dos Malditos Na Terra do Nunca - Olha a Minha Cara
- Marcelo D2 & Mr. Catra - Gueto
- Hilary Duff - Wake Up
- Gwen Stefani - Cool

## Logotipos
Esta é uma galeria dos logotipos já utilizados para o programa, desde a estreia:

Logo 1994 Á 2000
Logo 2013
Logo 2019 – Presente